# Oenocarpus simplex
Oenocarpus simplex es una especie de palmera de la familia Arecaceae nativa de la Amazonia, que se encuentra en Colombia.

## Descripción
Tiene tres tallos principales de 3 a 4 m de altura y 1,5 a 1,8 cm de diámetro. De 5 a 9 hojas enteras, de 76 a 91 cm de largo y hasta 18,6 cm en el punto más ancho, con lóbulos de 15,5 a 16,5 cm de largo.
Inflorescencia interfoliar, erecta, péndula en fruto de hasta 73 cm de largo; bráctea peduncular cilíndrica en la yema, expandida y plana en la antesis, de 48-66 cm de largo, con 2 raquilas pedunculadas, cada una de 21 a 25 cm de largo, 3 a 5 mm de diámetro, con hoyos , amarillenta en la antesis, rojiza en el fruto, con escamas ferruginosas; flores pistiladas  ovoides cuando inmaduras, de 2 a 2,5 mm, con sépalos y pétalos ampliamente imbricados.
Fruto oblongo-elipsoide de 2,2 a 2.7 por 1,3 a 1.4 cm, el epicarpio de color negro violáceo en la madurez, el mesocarpio con fibras planas; semilla ovoide de 1,5 por 0,9 cm.